# Marquês de Montalvão
Marquês de Montalvão é um título nobiliárquico português criado por Decreto de 29 de Agosto de 1639 do Rei Filipe III de Portugal, IV de Espanha a favor de D. Jorge de Mascarenhas, 1.º Vice-Rei do Brasil e 1.º Conde de Castelo Novo. O 1.º titular tinha sido previamente agraciado pelo mesmo monarca com o título de Conde de Castelo Novo.
No seguimento da restauração da independência portuguesa, em 1641 D. Jorge Mascarenhas é destituído do cargo de Governador-Geral e do título de Vice-Rei, sendo preso no Brasil e enviado para Portugal. Sucedeu-lhe no título de Marquês de Montalvão o seu filho segundo D. Pedro de Mascarenhas.
Os Marqueses das Minas descendem do filho mais novo do 1.º Marquês de Montalvão.

## Marqueses de Montalvão (1639)

### Titulares
1. D. Jorge de Mascarenhas, 1.º Vice-Rei do Brasil, 1º Conde de Castelo Novo
2. D. Pedro de Mascarenhas, 3º Conde de Castelo Novo, filho segundo do anterior

### Armas
As dos Mascarenhas (plenas): um campo vermelho, com três faixas de ouro. O timbre é composto por um leão vermelho, armado e lampassado de ouro.